# بشیر باباجان‌زاده
بشیر باباجان‌زاده (زادهٔ ۲۹ مرداد ۱۳۶۸) کشتی‌گیر پیشین اهل ایران در دستهٔ فوق سنگین‌وزن کشتی فرنگی است. باباجان‌زاده برندهٔ یک مدال برنز مسابقات قهرمانی کشتی جهان (۲۰۱۱)، یک مدال برنز بازی‌های آسیایی (۲۰۱۴) و نیز یک مدال طلا (۲۰۱۱) و یک برنز (۲۰۱۵) از مسابقات قهرمانی کشتی آسیا است.

## فعالیت حرفه‌ای ورزشی

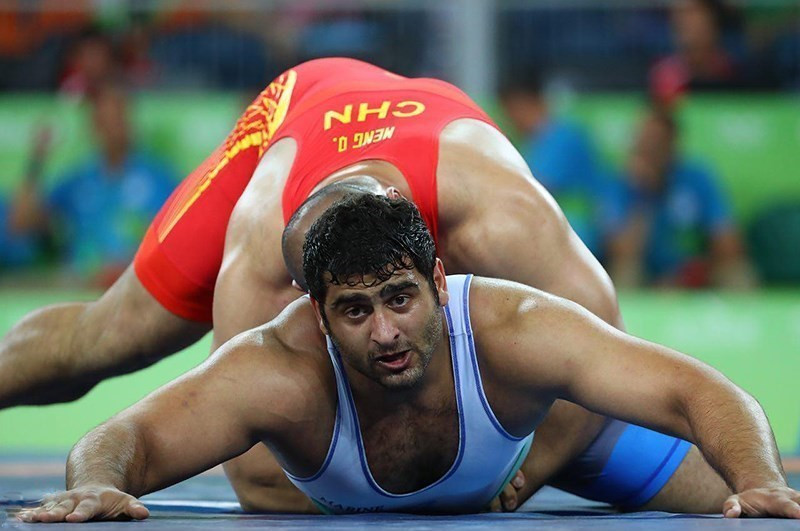
بازی های المپیک تابستانی 2016، کشتی یونانی-رومی 130 کیلوگرم 4

### قهرمانی آسیا ۲۰۱۱
در وزن ۱۲۰ کیلوگرم بشیر باباجان زاده پس از استراحت در دور نخست در دور دوم علی سلمان از عراق را در دو تایم را شکست داد. وی در مرحله نیمه نهایی مقابل محمد مرافی از اردن در دو تایم به پیروزی رسید. باباجان زاده در دیدار فینال مقابل کیونگ مینگ از چین در دو تایم به پیروزی رسید و مدال طلای را بدست آورد.

### قهرمانی جهان ۲۰۱۱
باباجان‌زاده با چهار پیروزی مقابل گوگیسوانیدزه از گرجستان، گوگوشویلی از گرجستان، آنوچین از روسیه و یوهان اورن از سوئد به دیدار نیمه تهایی رفت اما در این دیدار برابر میخایین لوپز کوبایی شکست خورد و به دیدار رده‌بندی رفت. باباجان‌زاده در رده‌بندی موفق شد لوکاژ باناک از لهستان را مغلوب کند و مدال با ارزش برنز سنگین‌وزن جهان را بر سینه زند.

### المپیک ۲۰۱۲ لندن
بشیر باباجان زاده با کسب مدال برنز در مسابقات جهانی کشتی ۲۰۱۱ استانبول، در وزن ۱۲۰ کیلوگرم موفق به گرفتن سهمیه المپیک لندن شد.
وی در دور نخست علی ناظم از عراق را مغلوب کرد. سپس در دور بعد بر یوری پتریکیف، دارنده مدال برنز المپیک ۲۰۰۸ پکن در یک کشتی سخت غلبه کرد. اما در دور بعد به یوهان اورن سوئدی باخت و با باخت یورن به هیکی نابی استونیایی، از دور مسابقات کنار رفت و به مقام هفتم رسید.

### قهرمانی آسیا ۲۰۱۲
در وزن ۱۲۰ کیلوگرم بشیر باباجان زاده پس از پیروزی مقابل حریفی از هند در دور دوم با ناداوری بسیار آشکار مغلوب حریف تاجیکستانی خود شد و با توجه به شکست حریف خود مقابل کشتی‌گیر کره جنوبی از دور مسابقات کنار رفت.

### بازی‌های آسیایی ۲۰۱۴
باباجان‌زاده در دور نخست مقابل دارمندار دالال از هند به پیروزی رسید و راهی یک‌چهارم نهایی شد، اما در دور دوم با نتیجه یک بر صفر مغلوب نورماخان تینالیف، نفر سوم جهان و قهرمان بازی‌های آسیایی گوانگجو از قزاقستان شد و از حضور در نیمه‌نهایی بازماند که با توجه به حضور حریفش در فینال به گروه شانس مجدد رفت. باباجان‌زاده در شانس مجدد مقابل آبروربک ماماسولیف از ازبکستان به پیروزی رسید و گام به دیدار رده‌بندی گذاشت. بشیر در دیدار رده‌بندی با نتیجه ۴ بر یک از سد مراد رامانوف دارنده مدال‌های نقره و برنز قهرمانی آسیا از قرقیزستان گذشت و مدال برنز را به خود اختصاص داد.

### قهرمانی آسیا ۲۰۱۵
در وزن ۱۳۰ کیلوگرم بشیر باباجان زاده در دور نخست با نتیجه ۴ بر یک مرات رامونوف از قرقیزستان را شکست داد. وی در دور بعد و در مرحله یک چهارم نهایی با نتیجه ۸ بر صفر محمد ابراهیم از بحرین را شکست داد و به مرحله نیمه نهایی راه یافت. باباجان‌زاده برای حضور در دیدار فینال به مصاف نورماخان تینالیف قهرمان بازی‌های آسیایی ۲۰۱۴ و دارنده مدال برنز جهان رفت، اما با یک داوری یک طرفه و با یک اخطار با امتیاز یک بر صفر مغلوب این کشتی‌گیر شد و راهی دیدار رده‌بندی شد. نماینده وزن ۱۳۰کیلوگرم تیم ملی کشتی فرنگی ایران در این دیدار با نتیجه ۱۱ بر صفر ناوین از هند را شکست داد و صاحب مدال برنز شد.

### المپیک ریو ۲۰۱۶
باباجان زاده در المپیک ۲۰۱۶ ریو در وزن ۱۳۰ کیلو حاضر بود که در دور اول کانگ منگ از چین را شکست داد اما در دور بعد از ادوارد پوپ کشتی‌گیر آلمانی شکست خورد و با توجه به حذف این کشتی‌گیر در دور بعد، از دور رقابت‌ها کنار رفت.

## محرومیت از کشتی
طبق اعلام اتحادیه جهانی پس از بازی‌های المپیک ۲۰۱۶ برزیل، بشیر باباجان زاده به دلیل ارتکاب به دوپینگ در رقابت‌های جام جهانی شیراز، چهار سال محروم شد.